# Cimitero di Turigliano
Il cimitero di Turigliano chiamato anche cimitero comunale di Turigliano, pur facendo parte del comune di Carrara, non ha una localizzazione centrale ma periferica, posizionata tra la frazione di Avenza e il comune di Carrara delle due distanti una 3,5 Km e un'altra 3,5 Km circa, percorso dal viale XX Settembre. Pur trattandosi di un cimitero cattolico, presenta un angolo di tombe laiche, di grandi personalità anarchiche.

## Storia
La prima salma ad arrivare all'interno del cimitero risale al 1901, anno della costruzione. 
Durante il secondo conflitto mondiale il cimitero accolse un numero notevole di caduti della Germania nazista, poi tornati in patria a conflitto terminato. Amplificato e migliorato il percorso pedonale e tutta l'aria del cimitero con lavori di ristrutturazione in diversi anni.

## Descrizione
Il campo dove riposano i defunti è molto vasto, ricco di belle e artistiche cappelle funerarie, con grandiosi capolavori degli artisti apuani, da considerarsi davvero monumentale al pari del cimitero monumentale di Marcognano.
Entrando nel cimitero vi è presente anche una cappella per le funzioni funebri e per ospitare i defunti prima della sepoltura. All`interno della'area cimiteriale nel 2018 è stato edificato un forno crematorio per far fronte alle numerose richieste di cremazioni.

## Personalità famose sepolte
| Nome                   | Anno di nascita | Anno di morte | Nazionalità | Fama                                             |
| ---------------------- | --------------- | ------------- | ----------- | ------------------------------------------------ |
| Gino Bibbi             | 1899            | 1999          | Italia      | anarchico e antifascista                         |
| Alessandro Brucellaria | 1914            | 1998          | Italia      | partigiano e politico                            |
| Romualdo Del Papa      | 1903            | 1965          | Italia      | anarchico                                        |
| Alfonso Failla         | 1906            | 1986          | Italia      | anarchico e antifascista                         |
| Gogliardo Fiaschi      | 1930            | 2000          | Italia      | anarchico e partigiano                           |
| Gino Lucetti           | 1900            | 1943          | Italia      | anarchico                                        |
| Gino Menconi           | 1899            | 1944          | Italia      | partigiano                                       |
| Alberto Meschi         | 1879            | 1958          | Italia      | anarchico e sindacalista                         |
| Belgrado Pedrini       | 1913            | 1979          | Italia      | anarchico e scrittore                            |
| Giuseppe Pinelli       | 1928            | 1969          | Italia      | anarchico e ferroviere                           |
| Giuseppe Taliercio     | 1927            | 1981          | Italia      | dirigente d'azienda, vittima delle Brigate Rosse |
| Stefano Vatteroni      | 1897            | 1965          | Italia      | partigiano                                       |

È anche presente un ampio spazio ove sono sepolti caduti della prima e seconda guerra mondiale.

## Monumenti presenti
- Monumento della campata dei caduti di guerra

La campata militare rappresenta la parte più vecchia del cimitero dove i militari della prima guerra mondiale e della seconda guerra mondiale sono sepolti oppure hanno delle stele in ricordo perché militi ignoti.
- Monumento ad Alessandro Brucellaria

Il monumento eretto completamente in marmo di Carrara dedicato al partigiano Brucellaria è limitrofo alla campata militare in un'area quasi completamente verde.

## Galleria d'immagini

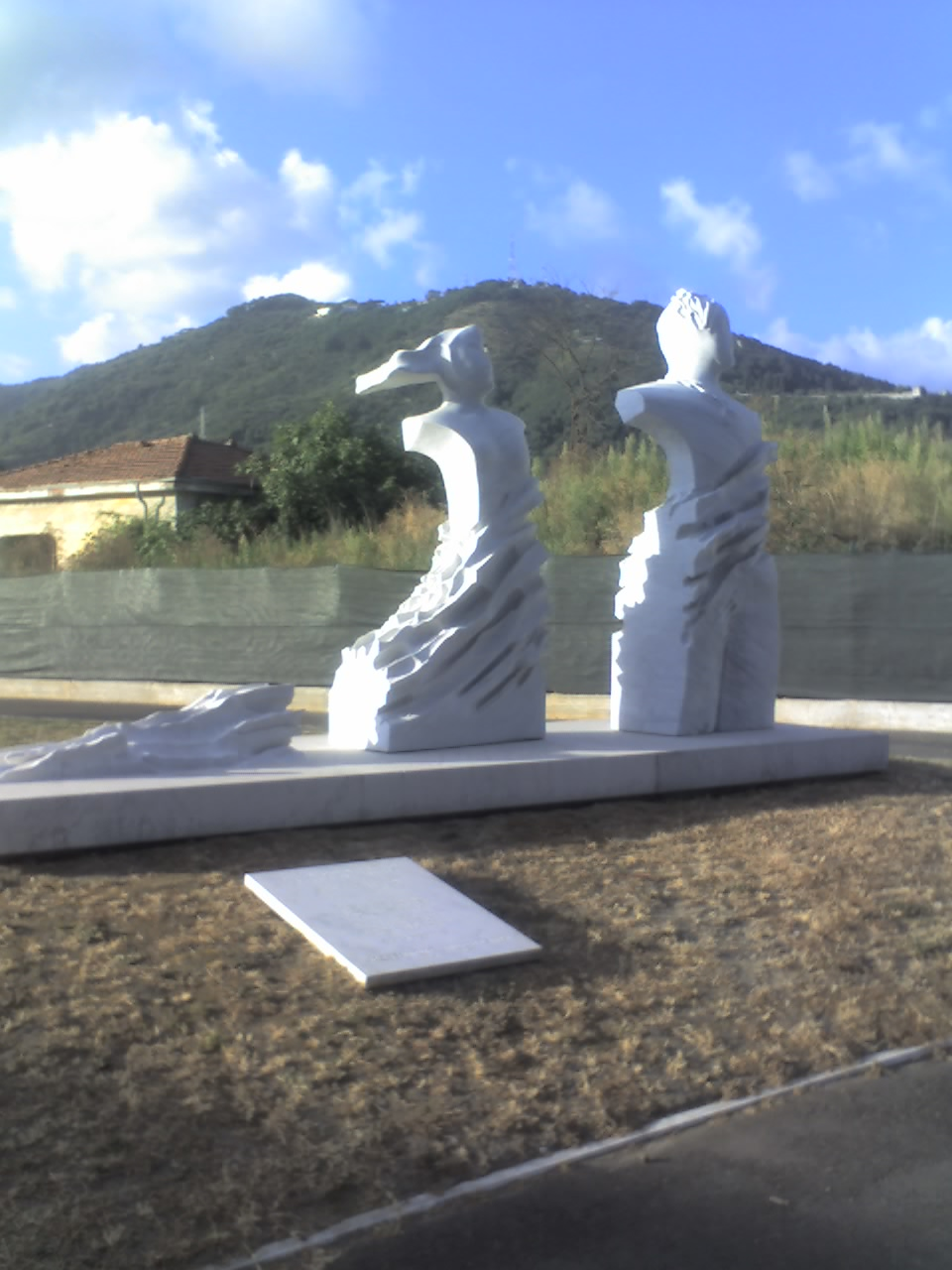
Monumento al "Memo"
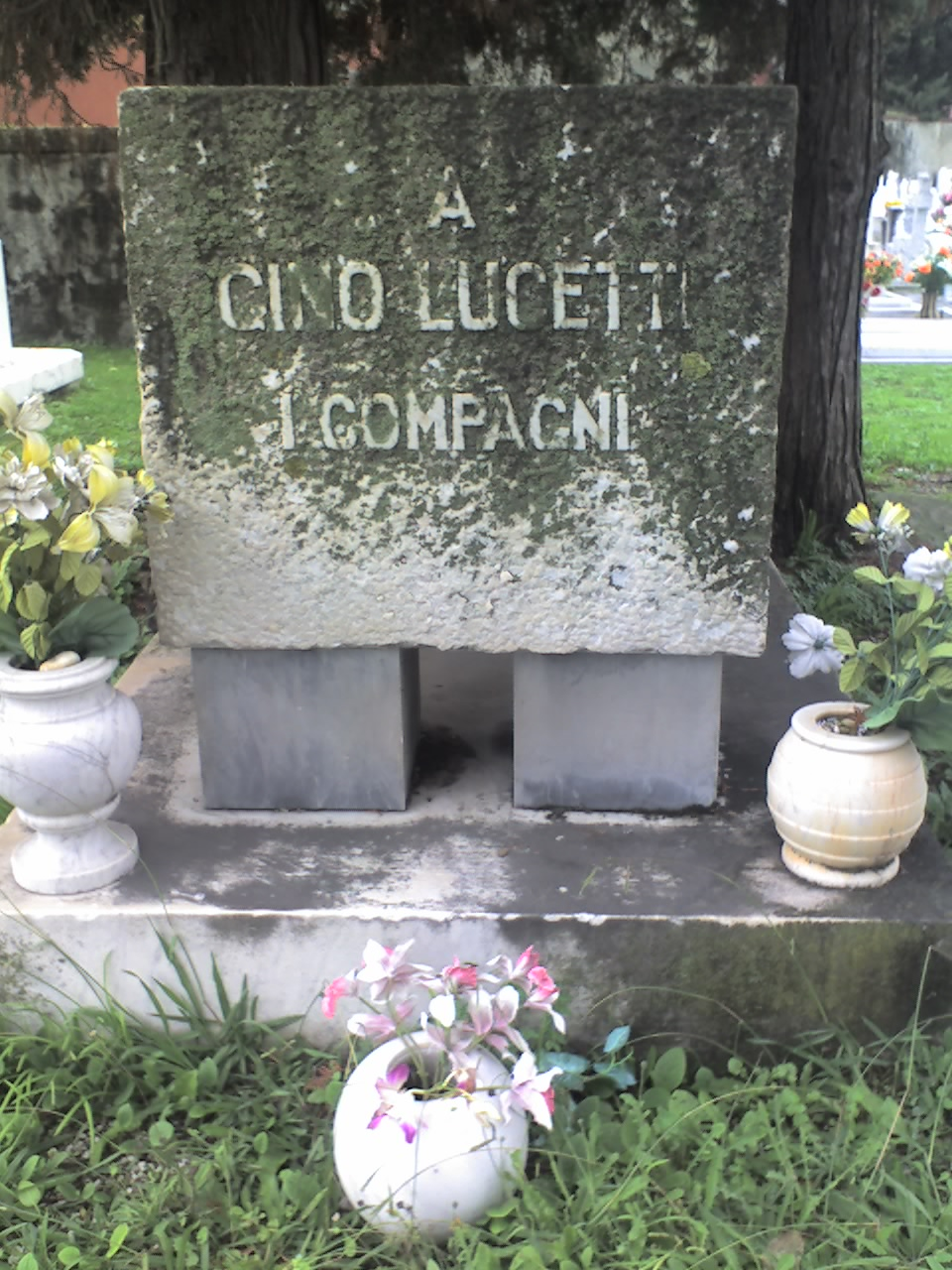
Tomba di Gino Lucetti
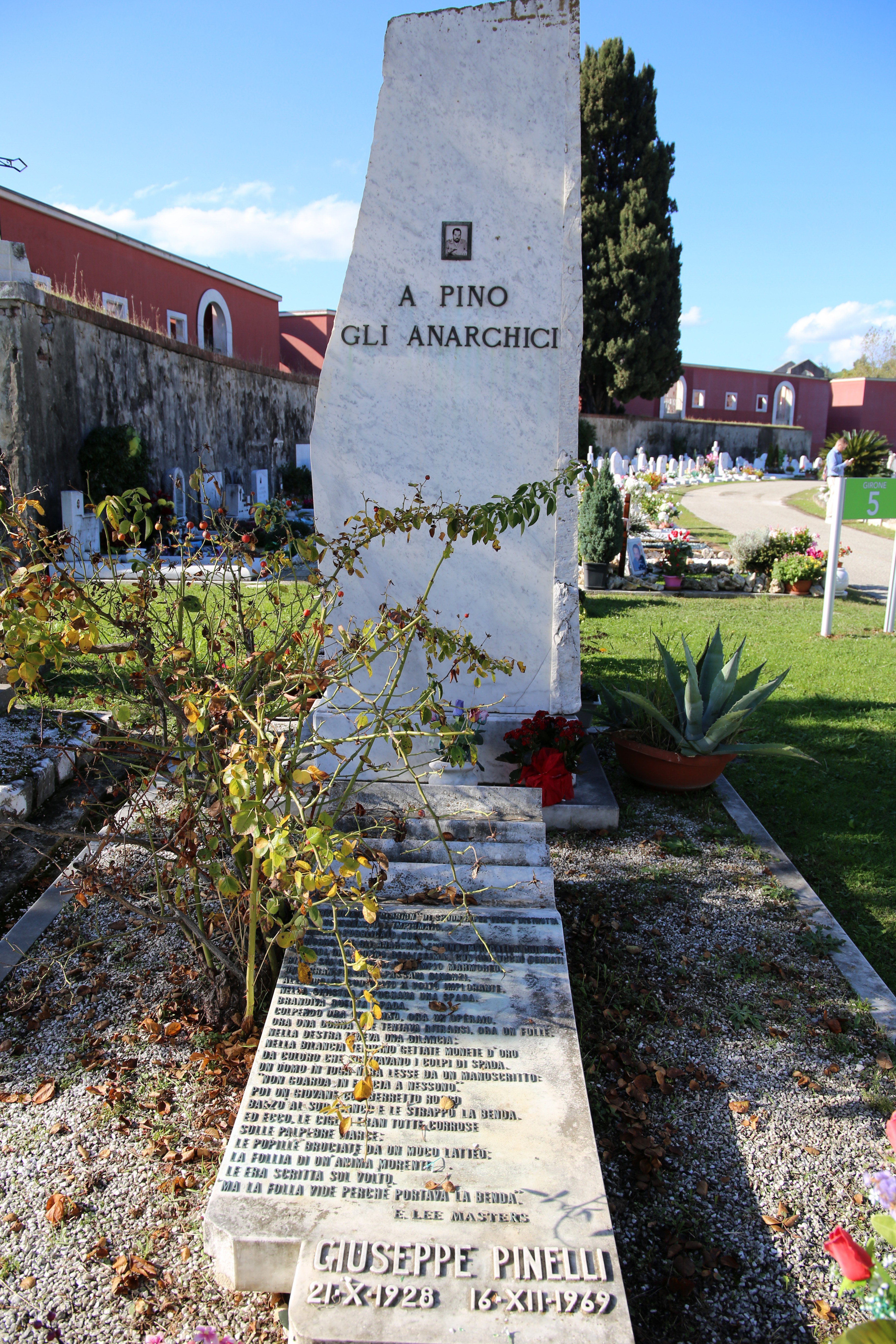
Tomba di Giuseppe Pinelli